# Louise Bagnall
Louise Bagnall (* 1985) ist eine irische Animatorin. Ihr Animationsfilm Late Afternoon war 2019 für den Oscar als Bester animierter Kurzfilm nominiert.

## Leben
Bagnall wuchs als Tochter eines Architekten mit einer Schwester auf. Während ihrer Jugend in Dublin sah sie auch, wie sich ihre Eltern um ihre Großeltern kümmerten. Sie besuchte das Alexandra College. Louise Bagnall studierte schließlich Animation am Institute of Art, Design + Technology in ihrer Heimatstadt. Sie entschied sich ursprünglich wegen ihres künstlerischen Interesses für Animation, schließlich trat für sie aber mehr der Aspekt des Geschichtenerzählens in den Vordergrund.
Louise Bagnall ist für Cartoon Saloon in Kilkenny tätig. 2002 kam ihr Kurz-Animationsfilm Donkey heraus. Es folgte 2013 der animierte Kurzfilm Loose Ends. Sie war auch an den Animationsfilmen Der Brotverdiener (The Breatwinner) und der Fernsehserie Oonas und Babas Insel und anderen Projekten von Cartoon Saloon beteiligt.
2018 erschien Bagnalls Kurzfilm Late Afternoon. Der Film war inspiriert von ihren Beobachtungen der Großeltern in ihrer Jugend. Der Film stellt eine ältere Frau dar, die sich in ihren Erinnerungen verliert. Der Film wurde 2019 für den Oscar nominiert, musste sich aber Bao von Disney geschlagen geben.